# Мартышкин, Александр Георгиевич
Алекса́ндр Гео́ргиевич Марты́шкин (26 августа 1943, Москва — 29 октября 2021, Москва) — советский гребец, восьмикратный чемпион СССР (1965—1971, 1973), четырёхкратный призёр чемпионатов Европы (1965, 1967, 1971, 1973), двукратный призёр чемпионатов мира (1966, 1970), призёр Олимпийских игр (1968). Мастер спорта СССР международного класса (1968). Заслуженный мастер спорта России (1999).

## Биография
Александр Мартышкин родился 26 августа 1943 года в Москве. Начал заниматься академической греблей в возрасте 14 лет у Ольги Томилиной. В дальнейшем в разные годы тренировался под руководством Славы Амирагова и Михаила Плаксина. Выступал за Центральный спортивный клуб Военно-морского флота.
Наиболее значимых успехов добивался в период с середины 1960-х и до середины 1970-х годов, когда многократно становился чемпионом СССР и призёром чемпионатов Европы и мира в классе восьмёрок. В 1968 году удостоился права защищать честь страны на Олимпийских играх в Мехико и завоевал бронзовую медаль этих соревнований, в 1972 году участвовал в Олимпийских играх в Мюнхене, где в составе восьмиместного экипажа занял четвёртое место.
Окончил ГЦОЛИФК. Завершив карьеру спортсмена, остался в ЦСК ВМФ тренером, был начальником команды академической гребли, начальником специализированной детско-юношеской школы олимпийского резерва. Занимал должность советника полномочного представителя Президента Российской Федерации в Сибирском федеральном округе Анатолия Квашнина, некоторое время являлся Генеральным директором Российской ассоциации индустрии спортивных товаров и коммерческим директором Фонда ветеранов олимпийского спорта.
Ушел из жизни 29 октября 2021 года в Москве. Похоронен на Введенском кладбище.

## Съёмки в кино
В 1966 году сыграл роль молодого гребца Паши в художественном фильме «Королевская регата». В 2007 году снялся в эпизоде первого сезона телесериала «Литейный».